# جورج بوتشي
جورج بوتشي (بالإنجليزية: George Bucci)‏ مواليد 9 يوليو 1953 في كورنوال، هو لاعب كرة سلة أمريكي سابق. بدأ مسيرته الاحترافية في سنة 1975. تم اختياره من قبل فريق بوفالو بريفز خلال الدرافت. اعتزل اللعب في 1992.

## المسيرة الاحترافية
لعب مع بروكلين نتس في موسم 1975–1976، ثم لعب مع منز سانا 1871 باسكت من سنة 1977 إلى 1984، ثم لعب مع فورتيتودو بولونيا في الدوري الإيطالي من سنة 1985 إلى 1990، ثم لعب مع نادي مونتكاتيني الرياضي في موسم 1990–1991، ثم لعب مع منز سانا 1871 باسكت في موسم 1991–1992.

## روابط خارجية
- جورج بوتشي على موقع سبورتس رفرنس (الإنجليزية)
- جورج بوتشي على موقع كلية كرة السلة في سبورتس رفرنس.كوم (الإنجليزية)
- جورج بوتشي على موقع ريلجم (الإنجليزية)
- جورج بوتشي على موقع بروبوليرز (الإنجليزية)